# Daiki Iwamasa
Daiki Iwamasa (Prefectura de Yamaguchi, Japó, 30 de gener de 1982) és un futbolista japonès.

## Selecció japonesa
Daiki Iwamasa ha disputat 8 partits amb la selecció japonesa.